# Ďurďoš
Ďurďoš – wieś (obec) na Słowacji położona w kraju preszowskim, w powiecie Vranov nad Topľou. Pierwsze wzmianki o miejscowości pochodzą z 1363 roku.
Według danych z dnia 31 grudnia 2012 roku, wieś zamieszkiwały 252 osoby, w tym 124 kobiety i 128 mężczyzn.
W 2001 roku pod względem narodowości i przynależności etnicznej 93,01% mieszkańców stanowili Słowacy, a 6,99% Romowie.
Ze względu na wyznawaną religię struktura mieszkańców kształtowała się w 2001 roku następująco:
- Katolicy rzymscy – 13,1%
- Grekokatolicy – 66,38%
- Ewangelicy – 14,85%
- Ateiści – 3,49%
- Nie podano – 0,44%